# تاريخ اليهود في المكسيك
يعود تاريخ اليهود في المكسيك إلى عام 1519 مع وصول كونفرسوس، الذين يُطلق عليهم غالبًا اسم مارانوس أو «اليهود المتخفون»، في إشارة إلى اليهود الذين حُولوا قسرًا إلى الكاثوليكية، والذين خضعوا بعد ذلك لمحاكم التفتيش الإسبانية.
انتقل عدد منهم إلى المكسيك خاصةً خلال فترة الاتحاد الإيبيري (بين عامي 1580 و1640) خلال الفترة الاستعمارية (بين عامي 1521 و1821)، عندما كانت إسبانيا والبرتغال تحت حكم ملك واحد. سمح هذا الظرف السياسي للتجار اليهود المتخفين البرتغاليين بالتحرك بحرية أكبر باتجاه أمريكا الإسبانية. حاكمت محاكم التفتيش المكسيكية التجار البرتغاليون في إسبانيا الجديدة بعد استعادة البرتغال لاستقلالها عن إسبانيا في عام 1640. استطاع اليهود الهجرة علانيةً إلى المكسيك بعد استبدال احتكار الكنيسة الرومانية الكاثوليكية في المكسيك للدين بالتسامح الديني خلال الإصلاح الليبرالي في القرن التاسع عشر. انتقل اليهود آنذاك من أوروبا، ومن الدولة العثمانية لاحقًا بعد انهيارها، بما في ذلك سوريا، حتى النصف الأول من القرن العشرين.
ينحدر معظم يهود المكسيك في الوقت الحاضر من الهجرة الأخيرة، وما زالوا منقسمين حسب أصول الشتات، وخاصة يهود أشكناز الناطقين باليديشية واليهود السفارديون الناطقين بالإسبانية اليهودية. يُعتبر مجتمعهم منعزل، إذ يمتلك مؤسسات دينية واجتماعية وثقافية خاصة به، معظمها في غوادالاخارا ومدينة مكسيكو. ومع ذلك، بُذلت جهود لتحديد المنحدرين من كونفرسوس في كل من المكسيك وجنوب غرب الولايات المتحدة منذ ثمانينيات القرن التاسع عشر، لإعادتهم إلى اليهودية.

## نبذة تاريخية

### الفترة الاستعمارية
شكل اليهود والكونفرسوس إلى اليهودية جزءًا من الغزو الاستعماري في المكسيك، كما كانوا مشاركين رئيسيين في شبكات التجارة عبر المحيط الأطلسي وعبر المحيط الهادئ، فضلًا عن تطويرهم للتجارة المحلية. رافق إرنان كورتيس الكونفرسوس في عام 1519، والذي كان أحد أفراد عائلة يهودية حُولت قسرًا إلى المسيحية لتجنب الطرد من إسبانيا بعد استعادة شبه الجزيرة الإيبيرية من الموريون. نشأت محاكم التفتيش الإسبانية بعد استعادة شبه الجزيرة، وجعلت من الكونفرسوس أحد أهدافها، متهمةً إياهم بالعودة إلى الممارسة اليهودية. نشأ خلال ذلك الوقت نوعان من اليهود المُحولون قسرًا: يهود كريتو ويهود تحولوا بالكامل إلى الكاثوليكية. استُخدم اليهود الذين تحولوا للإبلاغ عن اليهود السريين إلى الكنيسة الكاثوليكية، وبالتالي مُنحوا مناصبًا مرموقةً ذات تأثير في الكنيسة الكاثوليكية. وعلاوةً على ذلك، كانت الكنيسة الكاثوليكية مسؤولةً آنذاك عن الرعاية الاجتماعية حيث كانت أقوى كيان في الدولة. بدأت هجرة الكونفرسوس إلى المستعمرة الإسبانية الجديدة في عام 1530 بعد أن هدأت معظم أعمال العنف الناتجة عن غزو إمبراطورية الآزتك، واستمر وجود محاكم التفتيش الإسبانية. عاشت العائلات لعدة عقود بسلام واندماج في النخبة المكسيكية، حيث أصبح بعضهم رجال دين كاثوليكيين بارزين، في حين عاد بعضهم إلى الممارسات اليهودية.
اقترح ديفيد ناثان وجود الحرف العبري (א) على أول العملات المصكوكة الخاصة بالكونكيستدور في نصف الأرض الغربي في مدينة مكسيكو، ما يُعتبر دليلًا على الوجود اليهودي أو آثاره في المكسيك في عام 1536. وقد أشار أيضًا إلى أن جميع القوالب التي أُعدت في عهد المثمنين الأوائل تستخدم الحرف السابق بدلًا من علامة الصليب المسيحية التي سادت آنذاك، والموجودة تقريبًا على العملات المعدنية الإسبانية والمكسيكية لفترة العصور الوسطى حول العالم. وأضاف أيضًا، احتمال وجود صلات بين العائلية اليهودية وأوائل عمال النعناع المكسيكي.
بدأ اضطهاد اليهود في إسبانيا الجديدة مع قدوم الكونكيستدور. إذ وصف برنال دياث ديل كاستييو في كتاباته عمليات الإعدام المختلفة للجنود أثناء غزو المكسيك لاتهامهم باتباع اليهودية، بما في ذلك هيرناندو ألونزو، الذي بنى قوارب الكورتيس التي استُعملت للاعتداء على تينوشتيتلان. ومع ذلك، لم تتأسس محاكم التفتيش المكسيكية بشكل كامل حتى عام 1571، عندما أصبحت تهديدًا للمجتمعات اليهودية والكونفرسوس مع أول عمليات التطهير بين عامي 1585 و1601. تلقت المكسيك أمرًا من ملك إسبانيا في عام 1606 لإطلاق سراح الكونفرسوس من سجون التفتيش. سمح تساهل محاكم التفتيش في المكسيك، والذي لم يكن قاسيًا كما هو الحال في إسبانيا، لقدوم المزيد من المهاجرين في النصف الأول من القرن السابع عشر. استقر الكونفرسوس الجدد في مدينة مكسيكو وأكابولكو وفيراكروز وكامبيتشي لأنها وفرت معظم فرص النشاط التجاري، في حين انتقل البعض بالفعل إلى المناطق النائية، مثل زاكاتيكاس، على الرغم من قلة الفرص في الأماكن البعيدة في الشمال مقارنةً بالمدن السابقة. بدأ الاضطهاد الثاني لمحاكم التفتيش في عام 1642 وانتهى في عام 1649. تحول التركيز بعد ذلك إلى مسائل مثل التجديف والمخالفات الأخلاقية. ومع ذلك، لم يتمكن اليهود خلال الفترة الاستعمارية بأكملها في إسبانيا أو في أي مكان آخر من دخول الأراضي الاستعمارية الإسبانية.
مثل إنشاء مملكة ليون الجديدة إحدى الأحداث البارزة خلال الفترة الاستعمارية. وصلت عائلة كارفاغال إلى إسبانيا الجديدة تحت قيادة النبيل لويس دي كارفاغال إي دي لا كويفا في عام 1567. كان جميع أفراد العائلة من اليهود المتخفين باستثنائه وابن عمه. مُنح كارفاغال في عام 1579 أرضًا فيما يُعرف الآن بشمال شرق المكسيك، شمال ما كان اعتُبر آنذاك إسبانيا الجديدة. استقبلت المنطقة كلًا من الكونفرسوس واليهود الممارسين، حيث كان نحو 75٪ من المستوطنين الأوائل يهودًا متخفين. تنص بعض النظريات على تطور مونتيري كمركز تجاري على الرغم من بعد عصرها الاستعماري بسبب تأثير اليهود المتخفين. ومع ذلك، تعرض لويس دي كارفاغال وأفراد عائلته للاضطهاد في عام 1589 لممارستهم اليهودية. أصبح «أوتو دا في» لماريانا كارفاغال جزءًا من الفن والأدب المكسيكي. نمت المستعمرة بحلول عام 1641، وانتقل بعض المستوطنين لاحقًا لإنشاء مستوطنات جديدة في كواويلا، وتكساس، ونويفو سانتاندير.
وقع أكبر عدد من محاكمات محاكم التفتيش المكسيكية في أعقاب تفكك الاتحاد الإيبيري في عام 1640، عندما حكم نفس الملك كلًا من إسبانيا والبرتغال. دخل التجار البرتغاليون بسهولة إلى أمريكا الإسبانية، وظهر مجتمع معقد من اليهود المتخفين المرتبطين بشبكات التجارة عبر المحيط الأطلسي وعبر المحيط الهادئ. تشير الأدلة من القضايا الفردية التي رفعتها محاكم التفتيش المكسيكية إلى أن معظم اليهود المتخفين في المكسيك أو آبائهم قد ولدوا في البرتغال، وبشكل أساسي من العاصمة البرتغالية لشبونة أو في كاستيلو برانكو. وُجد عدد قليل جدًا من التجار البرتغاليين الأثرياء، الذين كانوا قادة المجتمع، ولكن كان معظمهم من أصحاب المتاجر أو الحرفيين. كان سيمون فايز تاجرًا بارزًا، اتهمته محاكم التفتيش بالإبقاء على منزله ككنيس يهودي في القرن السابع عشر حتى بدأت اضطهادات عام 1642. لقد نشأ من ظروف متواضعة، لكنه قدُم مع تجار أثرياء آخرين للاختلاط مع مسؤولي التاج ولعب دور بارز بين النخب. استندت ثروتهم إلى أسينتوس (تراخيص) الخاصة بتجارة الرقيق السود في المكسيك بعد أن سيطرت البرتغال على الساحل الأفريقي. كما عقد التجار البرتغاليون عقودًا للزراعة الضريبية وتزويد الأسطول والحصون الإسبانية بالمخازن والذخائر.